# Denis Gerasimov
Denis Andreïvich Gerasimov, surnommé « Shizo » (né le 6 février 1976 à Moscou) est le fondateur, guitariste et chanteur du groupe néonazi nationaliste russe Kolovrat, l'auteur de la musique des œuvres interprétées par celui-ci. Au cours de ses 20 années d'existence, Kolovrat a donné de nombreux concerts en groupe et de manière indépendante. Il est également le seul membre du groupe qui y est présent depuis sa création.

## Biographie
Denis Andreïvich Gerasimov est né le 6 février 1976 à Moscou.
Le 1er août 1994, un nationaliste de 18 ans, avec trois de ses camarades, fonde le premier groupe de rock de droite en Russie, Russian Ghetto, dans lequel il devient guitariste solo et choriste. En 1996, selon le site kolovrat.org, il cesse de participer aux actions de pouvoir et se consacre entièrement à la musique. On savait également qu'il avait quitté l'Université d'État de Moscou afin de composer entièrement des chansons et de répéter le groupe.
Il est membre du groupe néonazi Kolovrat,
En 2000 , après la perte de trois chanteurs du groupe, Denis lui-même commence à chanter. En 2004, après un concert en République tchèque, il est arrêté. Denis a été acquitté à deux reprises par le tribunal de la ville de Prague. Le procureur n'a pas réussi à prouver le fait de la propagande néo-nazie. Un an et demi plus tard, il retourne en Russie. Était extrêmement mécontent de la qualité de la version publiée en son absence (Prisoner of Conscience). En 2005-2006, les relations entre le claviériste du groupe et Denis se dégradent et M. (« Sadko ») quitte le groupe. Selon le groupe, M. a perturbé le concert à Kalouga.
Après un concert sur la place Bolotnaïa en 2009, il prend activement part aux actions des nationalistes russes, comme la Marche russe et le 1er mai russe.
Il mène une vie extrêmement fermée et non publique. Il ne donne essentiellement pas d'interviews aux médias, ne parle pas dans les programmes de radio et cache sa vie autant que possible. En raison du risque de nouvelles accusations du FSB et du CPE, tous les concerts et ballades fermés et ouverts du groupe ont été arrêtés.
Il est paradoxal que, selon ses propres déclarations, il estime que gagner de l'argent sur la bonne idée est une erreur, et regrette que les fonds investis ne reviennent presque jamais sur les ventes de disques ou de produits du groupe.
Il est un ami proche et un collègue du nationaliste russe Dimitri Demouchkine.